# I. Pál orosz cár
I. Pál cár (oroszul: Па́вел I, teljes nevén Pavel Petrovics Romanov Па́вел Петро́вич Рома́нов; Szentpétervár, 1754. szeptember 20./október 1. – Szentpétervár, 1801. március 11./23.) orosz cár 1796. november 6-ától kezdve egészen élete végéig. III. Péter és II. Katalin gyermeke, aki csak anyja halála után kerülhetett az ország élére. Uralkodása alatt jöttek létre Oroszország első minisztériumai, és megjelent a rendőrállam fogalma.

## Gyermekkora
Pál III. Péter cár és II. Katalin cárnő gyermeke volt. Édesapja holstein-gottorpi hercegként született, és anyai ágon rokonságban állt a Romanov-házzal, így a gyermektelen Erzsébet cárnő őt tette meg örökösévé. Édesanyja Zsófia Auguszta Friderika anhalt-zerbsti hercegnő volt eredetileg, házassága után felvette a Jekatyerina Alekszejevna nevet, majd a beleegyezésével megdöntötték III. Péter uralmát, és ő lépett a trónra, II. Katalinként.
III. Péter és Katalin között a viszony korántsem volt jónak mondható, mindketten szeretőket tartottak. Kétségessé vált, hogy Pál valóban III. Péter fia, és ezt a gyanút maga II. Katalin is táplálta, abban a reményben, hogy így elütheti a tróntól a fiát. A cárnő Szergej Szaltikov grófot, egyik szeretőjét nevezte meg Pál apjaként, azonban Pál nagyon hasonlított III. Péterre, nemcsak külsőre, de jellemben is. Mindketten rajongtak a katonaságért és Poroszországért. Szaltikov azonkívül fess, jóképű és erős testalkatú férfiú volt, ezzel szemben Pál sovány kinézetű, betegségre hajlamos, akárcsak Péter. Hozzátartozik még ehhez, hogy amennyiben még Szaltikov gróf lett volna Pál apja, ez vér szerint nem jelentette volna a Romanov-család megszakadását az orosz trónon, ugyanis Szaltikov maga is a Romanovok egyik oldalágából származott, tehát Pálnak így is lett volna valamennyi joga a trónra. 
Pált a születése után nem sokkal Erzsébet cárnő elszakította a szüleitől, és a gyermek oktatását a saját kezébe vette. Nyikita Ivanovics Panyin gondjaira bízta, aki felvilágosult eszmékkel próbálta nevelni Pált. A nagyherceg rajongott Panyinért, és valóra akarta váltani annak álmait. Apja meggyilkolásának hírére Pál Katalin ellen fordult, aki így trónra jutott. A cárevics gyanakvóan kezelte az anyját, aki minden tőle telhetőt megtett annak érdekében, hogy távol tartsa a fiát az államügyektől. 1773-ban Katalin összeházasította Pált Vilhelmina hessen-darmstadti hercegnővel (Natalja Alekszejevnával), akiért Pál rajongott, és még azt is hajlandó volt elnézni neki, hogy Natalja megcsalta őt. A nagyhercegnő azonban 1776-ban meghalt gyermekszülésben, és Pálnak alig egy éven belül új feleséget találtak: Zsófia Dorottya württembergi hercegnőt. Zsófia felvette a Marija Fjodorovna nevet, és tíz gyermekkel ajándékozta meg Pált. Idősebb gyermekeiket azonban elszakították szüleiktől, hogy II. Katalin felügyelete alatt nevelkedhessenek.
Pál és Marija Fjodorovna Gatcsinában, valamint Pavlovszkban éltek. Pál helytelenítette anyja kicsapongó és élvezetekkel teli életét, és megpróbált tőle minél jobban eltérni. A nagyherceg leginkább a katonás életet és a sakkozást kedvelte. Gatcsinában afféle „katonai tábort” alakított ki, porosz mintára megszervezett hadsereggel.

## Uralkodása

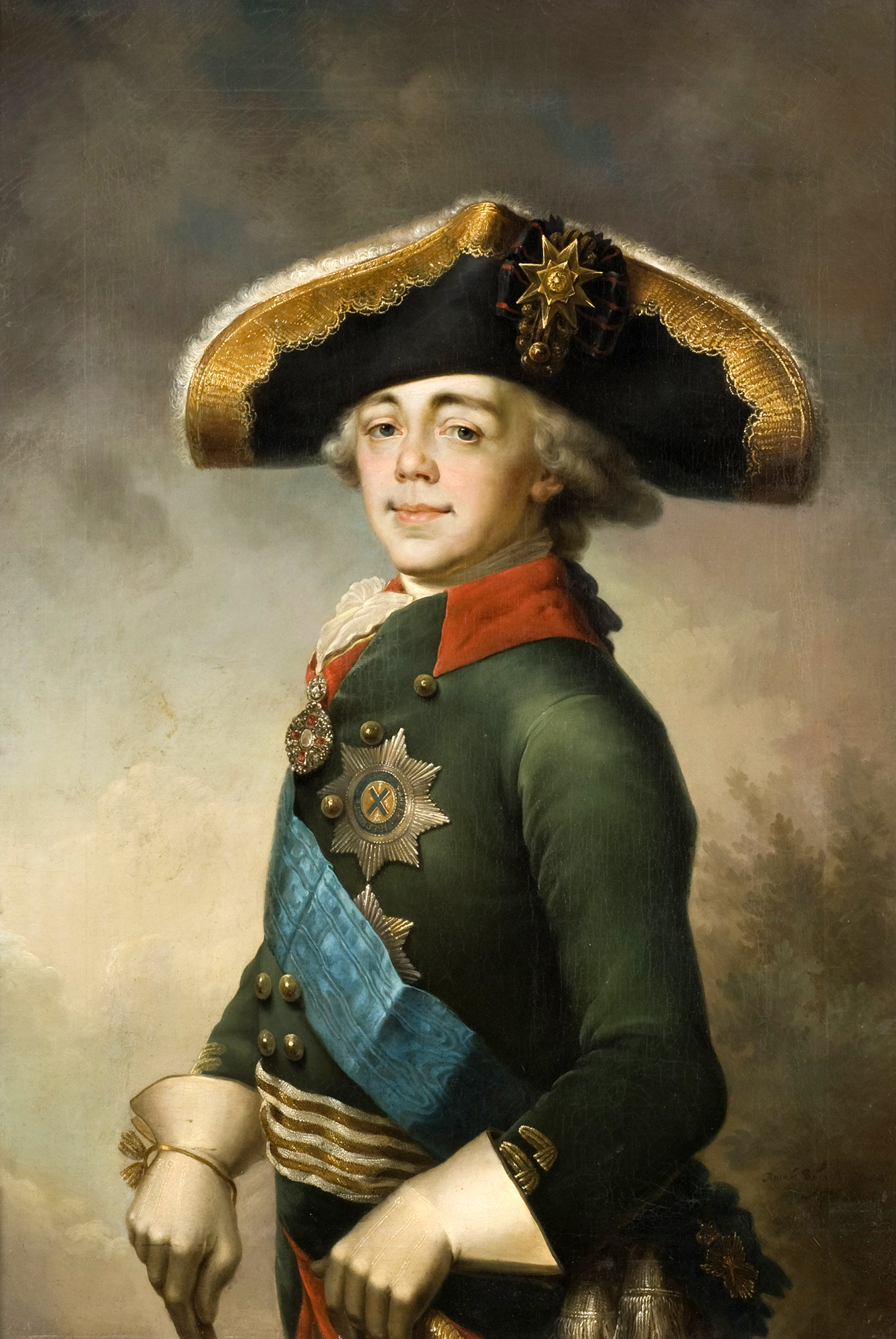
I. Pál cár (Borovikovszkij képe)

1796. november 17-én meghalt II. Katalin, és Pál lépett a trónra. Állítólag a cárnő mást nevezett meg utódjának, de Pál megsemmisítette az erre vonatkozó dokumentumokat, míg anyja haldoklott. Hogy látványosan is biztosítsa legitimitását, apja földi maradványait II. Katalin sírja mellé helyezték a szentpétervári Szent Péter és Pál-katedrálisban. 1797-ben dekrétumban rögzítette az elsőszülött fiú jogát a trónra, azaz a további orosz cárok a primogenitúra elve alapján jutottak a trónhoz, és a cár további feltételként szabta, hogy az uralkodó csak ortodox hitű lehet. Pál anyja számos intézkedését visszavonta, így kiengedte a politikai okok miatt bebörtönzött foglyokat, és hazahívta a perzsák ellen küldött sereget. Kiterjesztette a Titkos Kancellária feladatkörét, és a Gatcsinára jellemző katonás életet átplántálta a fővárosba, amely így katonai garnizonra hasonlított.
A cár uralkodásának első éveiben számos reformot vezetett be. Porosz mintára új egyenruhákat vezetett be a hadseregben, ami ugyan elégedetlenkedést váltott ki, de a közkatonák életkörülményei javultak. Megpróbálta csökkenteni a kormányzat költségeit és egyszerűsíteni átláthatatlan rendszerét. 1797-ben létrehozta Oroszország első minisztériumát, amely a cári család birtokait kezelte, majd egy évvel később a kereskedelmi minisztériumot. Megtiltotta, hogy a jobbágyok vasárnap is dolgozzanak, és ezentúl csak heti három napot kellett dolgozniuk az uraság földjén. Nem engedte, hogy szétválasszák a jobbágycsaládokat, és adót vetett ki a nemességre, valamint újra alkalmazta rájuk a testi fenyítést. Ezek az intézkedések ellenszenvet váltottak ki a nemességből, főleg azok után, hogy ezek ellentétben álltak II. Katalin 1785-ös kiváltságlevelével.

### Külpolitikája
A cár csatlakozott Ausztria, Nagy-Britannia és a Német-római Birodalom franciaellenes szövetségéhez, miután 1798-ban a franciák megszállták Máltát. Pál kisgyermekként kezdett el rajongani a máltai lovagokért, 1799-ben a széthullott rend nagymesterévé választatta magát, és azt az álmot dédelgette, hogy ő fogja felszabadítani a szigetet. Bár megválasztása formailag nem volt jogszerű, a hivatalban lévő Ferdinand von Hompesch zu Bolheim nagymester lemondott, és Pál gyakorlatilag nagymesterként járt el a rend nevében. Franciaország egyre növekvő jelenléte a Földközi-tenger keleti térségében veszélyeztette a fejlődőben lévő orosz kereskedelmi flottát, így a cár rövid időre szövetséget kötött az Oszmán Birodalommal is. 1798 végén az egyesült orosz–török flotta Fjodor Usakov altengernagy vezetésével kiűzte a franciákat a Jón-szigetekről, melyek így orosz fennhatóság alá kerültek.
1799-ben az orosz szárazföldi haderő Szuvorov tábornagy parancsnoksága alatt átkelt a svájci Alpokon és sikerrel támogatta Ausztriát az itáliai hadjáratban. Pál azt akarta, hogy Itália trónjaira a jogos (a francia forradalmi hadsereg által eltávolított) uralkodókat ültessék vissza, azonban az itáliai hadjárat után ráébredt, hogy Ausztria császára inkább a saját hatalmát kívánja kiterjeszteni egész Észak-Itáliára, így Pál kilépett a szövetségből.
1799-ben Bonaparte Napóleon első konzul került hatalomra Franciaországban. Pál tárgyalásokat kezdeményezett vele, amelyek azonban eredmény nélkül végződtek. Málta a megszálló franciák elleni harcba bekapcsolódó a britek ölébe hullott, akik nem akartak visszaadni a szigetet a lovagrendnek, így az orosz–brit kapcsolatok is megromlottak. A cár egy hadjárat gondolatát fontolgatta India ellen, azonban az angolbarát orosz nemesség, és a szigorú fegyelem miatt elégedetlen tisztek 1799-ben Pál megbuktatását kezdték tervezgetni.

## Magánélete
Pál és felesége, Marija Fjodorovna eleinte szerették egymást és remekül kijöttek egymással. Marija Fjodorovna élete végéig szerelmes volt Pálba, aki házasságuk elején viszonozta ezt, de mivel a cárnak szeszélyes, gyorsan változó érzelmei voltak (mely szintén fő jellemzője volt apjának, Péter cárnak is), később már csak barátokként éltek. A cár Jekatyerina Ivanovna Nyelidovával szenvedélyes, plátói kapcsolatot tartott fenn, ami eleinte feszültséget okozott a cárné és a cár között, de később Marija Fjodorovna és Jekatyerina  Ivanovna összebarátkoztak. 1798-ban az uralkodó Ánya Petrovna Lopuhina iránt gyulladt szerelemre, elhanyagolva feleségét és Nyelidovát is.
A cárnak szigorú napirendje volt, amihez minden helyzetben ragaszkodott. Erről leginkább feleségének írt levele tanúskodik: „… Mint fentebb mondtam, a szabályok pontos betartása az egyik legfőbb feltétel, amelynek meg kell felelni az életben; ezt megismétlem különösen a családon belüli rendre vonatkozóan. Sok mindentől megkíméljük magunkat, ha betartjuk a lefektetett szabályokat, beleértve a férfiember egyik legfőbb ellenségét: az unalmat… Saját időbeosztásom reggel tízkor kezdődik, amikor teljesen elkészülök az öltözködéssel, és egészen délig egy perc szabad időm sincs.”
„Az arca csúnya, kivéve a szemét, melynek kifejezése, ha éppen nem haragszik, végtelenül kedves és nemes. Amikor haragszik, a tekintete ijesztővé válik. Viselkedése nem mondható kellemesnek, de nem nélkülözi a méltóságot, különösen pedig a jó modort. A nőkkel szemben udvarias, és ezzel erősen elüt másoktól, ami vitathatatlanná teszi fejedelmi és nemes lényét.” – Lieven hercegnő, egy orosz diplomata felesége véleménye az uralkodóról.

### Gyermekei
Pálnak és Marija Fjodorovnának tíz utóda született, négy fiú és hat lány. Az idősebbek kamaszkorukig csak kevés időt tölthettek a szüleikkel, mivel II. Katalin közelében kellett élniük, hogy a cárnő ellenőrizhesse a tanításukat.
- Alekszandr Pavlovics (1777 – 1825), Pál utóda az orosz trónon, I. Sándor néven,
- Konsztantyin Pavlovics (1779 – 1831), a trón örököse I. Sándor uralkodása alatt, majd lemondott a cárevicsi címről,
- Alekszandra Pavlovna (1783 – 1801), József nádor első felesége
- Jelena Pavlovna (1784 – 1803), aki Frigyes Lajos mecklenburg–schwerini trónörökös herceghez ment feleségül,
- Marija Pavlovna (1786 – 1859), Szász-Weimar-Eisenach nagyhercegnéje házassága révén,
- Jekatyerina Pavlovna (1788 – 1819), aki első házasságát György oldenburgi herceggel, második házasságát I. Vilmos württembergi királlyal kötötte,
- Olga Pavlovna (1792 – 1795), kisgyermekként meghalt,
- Anna Pavlovna (1795 – 1865), II. Vilmos holland király felesége,
- Nyikolaj Pavlovics (1796 – 1855), bátyját, I. Sándort követte Oroszország trónján,
- Mihail Pavlovics (1798 – 1849), aki Friderika Sarolta württembergi hercegnőt vette feleségül.

## Megbuktatása
A cár rögeszméje volt, hogy összeesküvést szőnek ellene, és meggyilkolják. 1797-ben megbízást adott Vincenzo Brennának és Vaszilij Ivanovics Bazsenyovnak, hogy építsenek számára egy új palotát. A Szent Mihály-palota egy vizesárokkal körülvett, rejtett lépcsőkkel felszerelt épület volt, ahova a cári család 1801-ben költözött be.
Pjotr Alekszejevics Pahlen gróf Szentpétervár katonai kormányzója volt. Ő eszelte ki a cár elleni összeesküvést, erről a trónörökös, Sándor cárevics is tudott. A gróf bejuttatta az összeesküvőket a Szent Mihály-palotába 1801. március 22-nek éjszakáján. A cár a hálószobájában, a spanyolfal mögé bújt el, de megtalálták, és dulakodás kezdődött az uralkodó és támadói között. Pált brutálisan megverték, végül megfojtották egy zsineggel. A cárevics úgy tudta, hogy apját csak le akarják mondatni, és erre vallott az is, hogy az összeesküvőknél egy lemondó nyilatkozat volt, amelyet Pálnak csak alá kellett volna írnia.
Pál cár halálának okát később hivatalosan szívszélhűdésnek tulajdonították, de hamar elterjedt az igazság. Fia és utódja, I. Sándor cár sosem tett lépéseket apja gyilkosaival szemben. Pál utódai kinyilvánították róla, hogy nem volt egészen épelméjű, és ez a vélemény még a 20. században is erősen tartotta magát. Csak napjainkra kezdték el úgy értékelni uralmát, mint egy kísérletet a rendőrállam bevezetésére és az egyeduralom megszilárdítására.

## Katonai titulusai
- Császári vértes lovasezred ezredese (1762. július 4-től)
- Az Orosz Birodalmi Haditengerészet vezértengernagya (1762. december 20-tól 1796. november 6-ig). Ebben a tisztségben Ivan Grigorjevics Csernisov követte.